# Vlkošov (tvrz)
Vlkošov je tvrz ve stejnojmenné vesnici u Bezvěrova v okrese Plzeň-sever. Postavena byla v patnáctém století a až do poloviny sedmnáctého století sloužila jako panské sídlo. Dochovala se z ní dvoukřídlá budova a část opevnění. Areál tvrze je chráněn jako kulturní památka ČR.

## Historie
Tvrz ve Vlkošově stála nejspíše již ve čtrnáctém století, kdy vesnice patřila Bušku Caltovi z Kamenné Hory, ale první písemná zmínka o ní pochází až z roku 1437. Po roce 1390 od něj panství koupil Jetřich Hošťálek z Hojnestu a po něm se majitelem stal zeman Půta z Vetlé připomínaný roku 1406. Jemu tvrz patřila nejspíše až do období husitských válek, během kterých zanikla.
V roce 1437 vesnici získali Racek a Příbram z Račína. Některý z příslušníků jejich rodu nechal ještě v patnáctém nebo na přelomu patnáctého a šestnáctého století postavit novou tvrz. Bratři Mikuláš a Lorenc z Račína si ji v letech 1545 a 1550 nechali vložit do desk zemských. Časem se Lorenc z Račína stal jediným majitelem a sídlil na tvrzi až do své smrti roku 1590, kdy po něm panství zdědil syn Bohuslav z Račína. Ten zemřel někdy v letech 1602–1603 a vlkošovskou část panství po něm převzal syn Adam Ondřej z Račína. Druhou část, Brložec, zdědil Bohuslavův bratr Mikuláš z Račína. Adam Ondřej z Račína se zúčastnil stavovského povstání, při kterém obsadil Klášter Teplá, za což byl potrestán konfiskací Vlkošova.
Roku 1623 panství od královské komory získal Jiří Kokořovec z Kokořova, který sídlil na žlutickém zámku. Když Jiří Kokořovec roku 1651 zemřel, jeho syn Adam Václav Kokořovec Vlkošov připojil k nečtinskému panství. V šedesátých letech sedmnáctého století nechal tvrz barokně upravit. Sám však sídlil ve Žluticích a tvrz sloužila jen vrchnostenským úředníkům. V roce 1788 byla upravena na sýpku.

## Stavební podoba

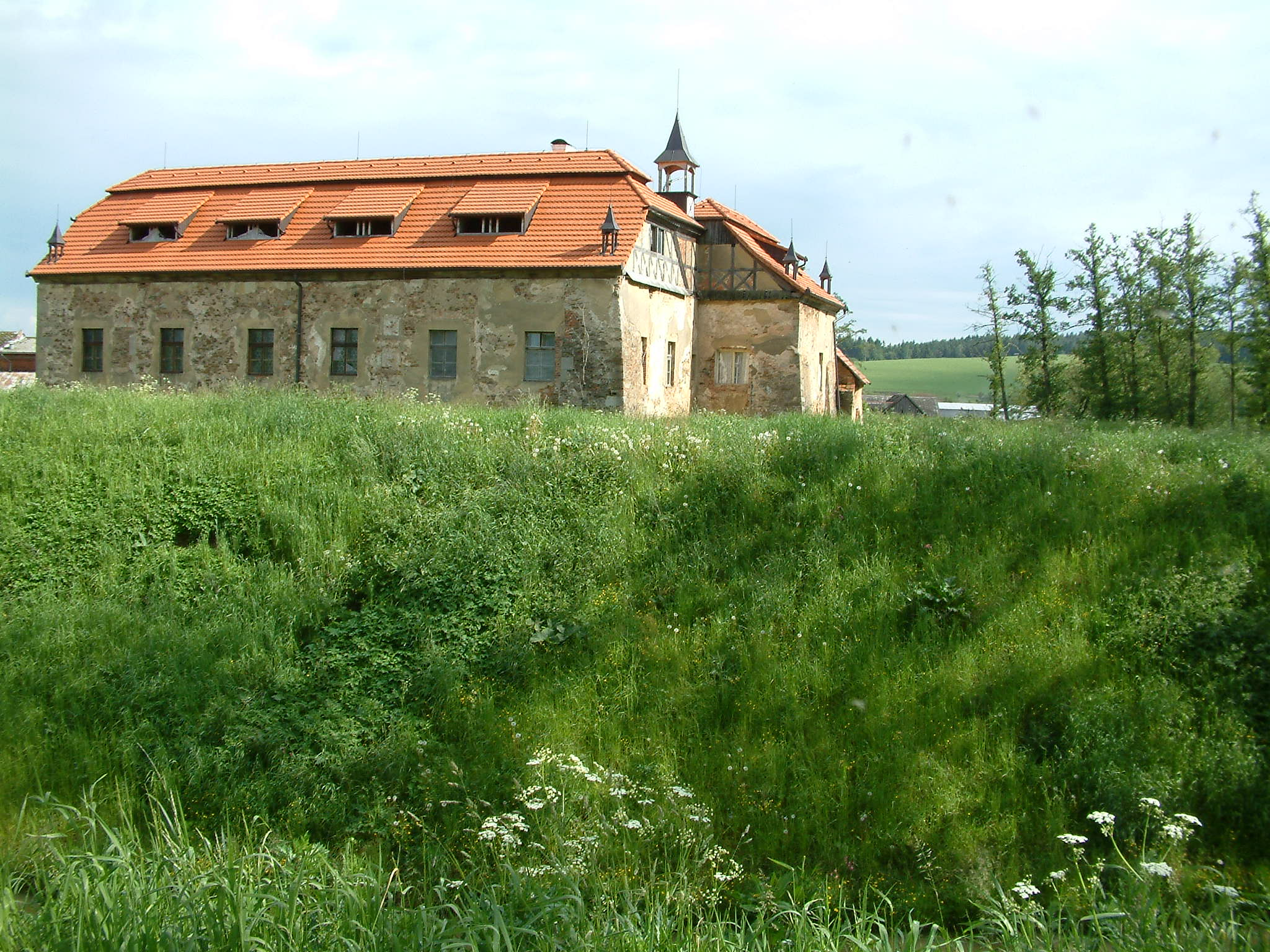
Severní strana severního křídla částečně zakrytá vnějším valem

Budovu tvrze tvoří dvě křídla, z nichž delší severní má nároží armovaná kamennými kvádry. Severozápadní nároží obou křídel je zpevněné opěrnými pilíři. Dovnitř se vchází z terasy podklenuté několika poli novodobé valené klenby. Obě křídla mají hrázděné štíty. Ve sklepích severního křídla se dochovaly pozůstatky gotických kleneb. Do sklepení se vcházelo portálkem se skoseným ostěním, ale při novodobých úpravách byl portál odstraněn.
Tvrz byla opevněná valy a příkopy. Vnitřní příkop byl částečně zasypán, ale vnější opevnění se dochovalo v celém obvodu. Tvoří je mohutný val, za kterým se nachází vodní příkop, do kterého se napouští voda z rybníka na severním okraji areálu.